# Supercopa de la UEFA 2025
La Supercopa de la UEFA 2025 fue la 50.a edición de la Supercopa de la UEFA. El encuentro se disputó entre el Paris Saint-Germain Football Club de Francia como ganador de Liga de Campeones de la UEFA 2024-25 y el Tottenham Hotspur Football Club de Inglaterra como ganador de la Liga Europa de la UEFA 2024-25, en el Estadio Friuli, en la ciudad de Údine, Italia, el 13 de agosto del 2025.
El Paris Saint-Germain F. C. ganó el partido 4-3 en la tanda de penaltis tras empatar 2-2 en los 90 minutos reglamentarios, logrando así su primer título de Supercopa de la UEFA.

## Equipos participantes
En negrita ediciones donde el equipo resultó ganador.
| Equipo              | Vía de clasificación                               | Participaciones previas |
| ------------------- | -------------------------------------------------- | ----------------------- |
| Paris Saint-Germain | Campeón de la Liga de Campeones de la UEFA 2024-25 | 1996                    |
| Tottenham Hotspur   | Campeón de la Liga Europa de la UEFA 2024-25       | Debutante               |

## Lugar
El Estadio Friuli, en Údine, Italia, fue seleccionado como sede para albergar el partido de la Final de esta 50.ª edición tras la reunión del Comité Ejecutivo de la UEFA en Lausana (Suiza), el 16 de diciembre de 2024. Este recinto fue construido en 1976 y alberga los partidos como local del Udinese Calcio de la Serie A. Aunque también albergó otros eventos importantes, entre ellos fue sede de la Copa Mundial de Fútbol de 1990, acogiendo tres partidos del grupo E de la primera fase: el empate entre las selecciones de España y Uruguay, además de los triunfos de españoles y uruguayos sobre la selección de Corea del Sur.

## Final
| 30    | POR   | Lucas Chevalier       |     |
| 2     | DEF   | Achraf Hakimi         |     |
| 5     | DEF   | Marquinhos            |     |
| 51    | DEF   | Willian Pacho         |     |
| 25    | DEF   | Nuno Mendes           |     |
| 33    | MED   | Warren Zaïre-Emery    | 67' |
| 17    | MED   | Vitinha               |     |
| 14    | MED   | Désiré Doué           | 77' |
| 29    | DEL   | Bradley Barcola       | 67' |
| 10    | DEL   | Ousmane Dembélé       |     |
| 7     | DEL   | Khvicha Kvaratskhelia | 60' |
| D. T. | D. T. | Luis Enrique          |     |

| 1     | POR   | Guglielmo Vicario |     |
| 23    | DEF   | Pedro Porro       |     |
| 17    | DEF   | Cristian Romero   |     |
| 4     | DEF   | Kevin Danso       |     |
| 37    | DEF   | Micky van de Ven  |     |
| 6     | MED   | João Palhinha     | 72' |
| 30    | MED   | Rodrigo Bentancur |     |
| 29    | MED   | Pape Matar Sarr   | 90' |
| 20    | DEL   | Mohammed Kudus    | 79' |
| 9     | DEL   | Richarlison       | 72' |
| 24    | DEL   | Djed Spence       |     |
| D. T. | D. T. | Thomas Frank      |     |

| 8  | MED | Fabián Ruiz   | 60' |
| 19 | MED | Lee Kang-in   | 67' |
| 49 | DEL | Ibrahim Mbaye | 67' |
| 9  | DEL | Gonçalo Ramos | 77' |

| 14 | MED | Archie Gray     | 72' |
| 19 | DEL | Dominic Solanke | 72' |
| 11 | DEL | Mathys Tel      | 79' |
| 15 | MED | Lucas Bergvall  | 90' |

| 85' · 90+4' | Lee Kang-in Gonçalo Ramos | 1:2 2:2 |

| 39' · 48' | Micky van de Ven Cristian Romero | 0:1 0:2 |

| Fallo de penal · Acierto de penal · Acierto de penal · Acierto de penal · Acierto de penal | Vitinha Gonçalo Ramos Ousmane Dembélé Lee Kang-in Nuno Mendes | 0:1 1:2 2:2 3:2 4:3 |

| Acierto de penal · Acierto de penal · Fallo de penal · Fallo de penal · Acierto de penal | Dominic Solanke Rodrigo Bentancur Micky van de Ven Mathys Tel Pedro Porro | 0:1 0:2 1:2 2:2 3:3 |

| 55' · 58' · 90' | Bradley Barcola Willian Pacho Ousmane Dembélé |

| 53' · 62' | Richarlison Kevin Danso |

| Principal  | João Pinheiro  |
| Asistentes | Bruno Jesus    |
|            | Luciano Maia   |
| Cuarto     | Elchin Masiyev |

| VAR            | Tiago Martins  |
| Asistentes VAR | Fábio Melo     |
|                | Pol van Boekel |

|                    |     |     |
| Tiros              | 12  | 12  |
| Tiros a puerta     | 3   | 5   |
| Faltas             | 12  | 12  |
| Saques de esquina  | 7   | 2   |
| Fueras de juego    | 2   | 4   |
| Posesión del balón | 67% | 33% |

| Alineación inicial |

| 30    | POR   | Lucas Chevalier       |     |
| 2     | DEF   | Achraf Hakimi         |     |
| 5     | DEF   | Marquinhos            |     |
| 51    | DEF   | Willian Pacho         |     |
| 25    | DEF   | Nuno Mendes           |     |
| 33    | MED   | Warren Zaïre-Emery    | 67' |
| 17    | MED   | Vitinha               |     |
| 14    | MED   | Désiré Doué           | 77' |
| 29    | DEL   | Bradley Barcola       | 67' |
| 10    | DEL   | Ousmane Dembélé       |     |
| 7     | DEL   | Khvicha Kvaratskhelia | 60' |
| D. T. | D. T. | Luis Enrique          |     |

| 1     | POR   | Guglielmo Vicario |     |
| 23    | DEF   | Pedro Porro       |     |
| 17    | DEF   | Cristian Romero   |     |
| 4     | DEF   | Kevin Danso       |     |
| 37    | DEF   | Micky van de Ven  |     |
| 6     | MED   | João Palhinha     | 72' |
| 30    | MED   | Rodrigo Bentancur |     |
| 29    | MED   | Pape Matar Sarr   | 90' |
| 20    | DEL   | Mohammed Kudus    | 79' |
| 9     | DEL   | Richarlison       | 72' |
| 24    | DEL   | Djed Spence       |     |
| D. T. | D. T. | Thomas Frank      |     |

| 8  | MED | Fabián Ruiz   | 60' |
| 19 | MED | Lee Kang-in   | 67' |
| 49 | DEL | Ibrahim Mbaye | 67' |
| 9  | DEL | Gonçalo Ramos | 77' |

| 14 | MED | Archie Gray     | 72' |
| 19 | DEL | Dominic Solanke | 72' |
| 11 | DEL | Mathys Tel      | 79' |
| 15 | MED | Lucas Bergvall  | 90' |

| 85' · 90+4' | Lee Kang-in Gonçalo Ramos | 1:2 2:2 |

| 39' · 48' | Micky van de Ven Cristian Romero | 0:1 0:2 |

| Fallo de penal · Acierto de penal · Acierto de penal · Acierto de penal · Acierto de penal | Vitinha Gonçalo Ramos Ousmane Dembélé Lee Kang-in Nuno Mendes | 0:1 1:2 2:2 3:2 4:3 |

| Acierto de penal · Acierto de penal · Fallo de penal · Fallo de penal · Acierto de penal | Dominic Solanke Rodrigo Bentancur Micky van de Ven Mathys Tel Pedro Porro | 0:1 0:2 1:2 2:2 3:3 |

| 55' · 58' · 90' | Bradley Barcola Willian Pacho Ousmane Dembélé |

| 53' · 62' | Richarlison Kevin Danso |

| Principal  | João Pinheiro  |
| Asistentes | Bruno Jesus    |
|            | Luciano Maia   |
| Cuarto     | Elchin Masiyev |

| VAR            | Tiago Martins  |
| Asistentes VAR | Fábio Melo     |
|                | Pol van Boekel |

|                    |     |     |
| Tiros              | 12  | 12  |
| Tiros a puerta     | 3   | 5   |
| Faltas             | 12  | 12  |
| Saques de esquina  | 7   | 2   |
| Fueras de juego    | 2   | 4   |
| Posesión del balón | 67% | 33% |

| Alineación inicial |

| 30    | POR   | Lucas Chevalier       |     |
| 2     | DEF   | Achraf Hakimi         |     |
| 5     | DEF   | Marquinhos            |     |
| 51    | DEF   | Willian Pacho         |     |
| 25    | DEF   | Nuno Mendes           |     |
| 33    | MED   | Warren Zaïre-Emery    | 67' |
| 17    | MED   | Vitinha               |     |
| 14    | MED   | Désiré Doué           | 77' |
| 29    | DEL   | Bradley Barcola       | 67' |
| 10    | DEL   | Ousmane Dembélé       |     |
| 7     | DEL   | Khvicha Kvaratskhelia | 60' |
| D. T. | D. T. | Luis Enrique          |     |

| 1     | POR   | Guglielmo Vicario |     |
| 23    | DEF   | Pedro Porro       |     |
| 17    | DEF   | Cristian Romero   |     |
| 4     | DEF   | Kevin Danso       |     |
| 37    | DEF   | Micky van de Ven  |     |
| 6     | MED   | João Palhinha     | 72' |
| 30    | MED   | Rodrigo Bentancur |     |
| 29    | MED   | Pape Matar Sarr   | 90' |
| 20    | DEL   | Mohammed Kudus    | 79' |
| 9     | DEL   | Richarlison       | 72' |
| 24    | DEL   | Djed Spence       |     |
| D. T. | D. T. | Thomas Frank      |     |

| 8  | MED | Fabián Ruiz   | 60' |
| 19 | MED | Lee Kang-in   | 67' |
| 49 | DEL | Ibrahim Mbaye | 67' |
| 9  | DEL | Gonçalo Ramos | 77' |

| 14 | MED | Archie Gray     | 72' |
| 19 | DEL | Dominic Solanke | 72' |
| 11 | DEL | Mathys Tel      | 79' |
| 15 | MED | Lucas Bergvall  | 90' |

| 85' · 90+4' | Lee Kang-in Gonçalo Ramos | 1:2 2:2 |

| 39' · 48' | Micky van de Ven Cristian Romero | 0:1 0:2 |

| Fallo de penal · Acierto de penal · Acierto de penal · Acierto de penal · Acierto de penal | Vitinha Gonçalo Ramos Ousmane Dembélé Lee Kang-in Nuno Mendes | 0:1 1:2 2:2 3:2 4:3 |

| Acierto de penal · Acierto de penal · Fallo de penal · Fallo de penal · Acierto de penal | Dominic Solanke Rodrigo Bentancur Micky van de Ven Mathys Tel Pedro Porro | 0:1 0:2 1:2 2:2 3:3 |

| 55' · 58' · 90' | Bradley Barcola Willian Pacho Ousmane Dembélé |

| 53' · 62' | Richarlison Kevin Danso |

| Principal  | João Pinheiro  |
| Asistentes | Bruno Jesus    |
|            | Luciano Maia   |
| Cuarto     | Elchin Masiyev |

| VAR            | Tiago Martins  |
| Asistentes VAR | Fábio Melo     |
|                | Pol van Boekel |

|                    |     |     |
| Tiros              | 12  | 12  |
| Tiros a puerta     | 3   | 5   |
| Faltas             | 12  | 12  |
| Saques de esquina  | 7   | 2   |
| Fueras de juego    | 2   | 4   |
| Posesión del balón | 67% | 33% |

| Alineación inicial |

| 30    | POR   | Lucas Chevalier       |     |
| 2     | DEF   | Achraf Hakimi         |     |
| 5     | DEF   | Marquinhos            |     |
| 51    | DEF   | Willian Pacho         |     |
| 25    | DEF   | Nuno Mendes           |     |
| 33    | MED   | Warren Zaïre-Emery    | 67' |
| 17    | MED   | Vitinha               |     |
| 14    | MED   | Désiré Doué           | 77' |
| 29    | DEL   | Bradley Barcola       | 67' |
| 10    | DEL   | Ousmane Dembélé       |     |
| 7     | DEL   | Khvicha Kvaratskhelia | 60' |
| D. T. | D. T. | Luis Enrique          |     |

| 1     | POR   | Guglielmo Vicario |     |
| 23    | DEF   | Pedro Porro       |     |
| 17    | DEF   | Cristian Romero   |     |
| 4     | DEF   | Kevin Danso       |     |
| 37    | DEF   | Micky van de Ven  |     |
| 6     | MED   | João Palhinha     | 72' |
| 30    | MED   | Rodrigo Bentancur |     |
| 29    | MED   | Pape Matar Sarr   | 90' |
| 20    | DEL   | Mohammed Kudus    | 79' |
| 9     | DEL   | Richarlison       | 72' |
| 24    | DEL   | Djed Spence       |     |
| D. T. | D. T. | Thomas Frank      |     |

| 8  | MED | Fabián Ruiz   | 60' |
| 19 | MED | Lee Kang-in   | 67' |
| 49 | DEL | Ibrahim Mbaye | 67' |
| 9  | DEL | Gonçalo Ramos | 77' |

| 14 | MED | Archie Gray     | 72' |
| 19 | DEL | Dominic Solanke | 72' |
| 11 | DEL | Mathys Tel      | 79' |
| 15 | MED | Lucas Bergvall  | 90' |

| 85' · 90+4' | Lee Kang-in Gonçalo Ramos | 1:2 2:2 |

| 39' · 48' | Micky van de Ven Cristian Romero | 0:1 0:2 |

| Fallo de penal · Acierto de penal · Acierto de penal · Acierto de penal · Acierto de penal | Vitinha Gonçalo Ramos Ousmane Dembélé Lee Kang-in Nuno Mendes | 0:1 1:2 2:2 3:2 4:3 |

| Acierto de penal · Acierto de penal · Fallo de penal · Fallo de penal · Acierto de penal | Dominic Solanke Rodrigo Bentancur Micky van de Ven Mathys Tel Pedro Porro | 0:1 0:2 1:2 2:2 3:3 |

| 55' · 58' · 90' | Bradley Barcola Willian Pacho Ousmane Dembélé |

| 53' · 62' | Richarlison Kevin Danso |

| Principal  | João Pinheiro  |
| Asistentes | Bruno Jesus    |
|            | Luciano Maia   |
| Cuarto     | Elchin Masiyev |

| VAR            | Tiago Martins  |
| Asistentes VAR | Fábio Melo     |
|                | Pol van Boekel |

|                    |     |     |
| Tiros              | 12  | 12  |
| Tiros a puerta     | 3   | 5   |
| Faltas             | 12  | 12  |
| Saques de esquina  | 7   | 2   |
| Fueras de juego    | 2   | 4   |
| Posesión del balón | 67% | 33% |

| Alineación inicial |

|                                         |
| Bandera de Francia                      |
| Campeón Paris Saint-Germain 1.er título |